# Sphagneticola
Genre
Classification phylogénétique
Sphagneticola est un genre de plantes à fleurs de la famille des Asteraceae. Ce sont des plantes pérennes, à tiges prostrées.

## Liste d'espèces
- Sphagneticola calendulacea (L.) Pruski
- Sphagneticola gracilis (L.C. Rich.) Pruski
- Sphagneticola trilobata (Linnaeus) Pruski  ou Wedelia trilobata (L.) Hitch., herbe soleil
- Sphagneticola ulei O. Hoffmann